# Labiobaetis longicercus
Labiobaetis longicercus är en dagsländeart som beskrevs av Gattolliat 2001. Labiobaetis longicercus ingår i släktet Labiobaetis och familjen ådagsländor. Inga underarter finns listade i Catalogue of Life.